# Delacroix (metrostation)
Delacroix is een station van de Brusselse metro, gelegen in de gemeente Anderlecht (tegen de grens met Sint-Jans-Molenbeek).

## Geschiedenis
Het station werd geopend op 4 september 2006 en was tot en met 4 april 2009 het eindpunt van metrolijn 2. Het traject Clemenceau - Delacroix gold als eerste fase van de voltooiing van ringlijn. Op 4 april 2009 werd het nieuwe metronet voorgesteld en de tweede fase van de voltooiing van de ringlijn ook in gebruik genomen, namelijk de verlenging van Delacroix tot Weststation. Sinds 2009 rijden metrolijnen 2 en 6 door dit station. Het station werd vernoemd naar de politicus Léon Delacroix.

## Situering
Het metrostation ligt parallel aan de Delacroixstraat, direct ten oosten van het Kanaal Charleroi-Brussel, dat de metrolijn op een brug kruist. Station Delacroix bevindt zich vanwege de kruising van het kanaal bovengronds, maar is volledig overdekt. Aan beide uiteinden van het eilandperron zijn uitgangen, één leidend naar de Birminghamstraat, de ander naar de Fernand Demetskaai en de overzijde van het kanaal (Nijverheidskaai). De laatstgenoemde uitgang wordt bereikt over een tussen de sporen gelegen voetgangersbrug.

## Kunst
Voor de wanden langs de sporen creëerde de Belgische kunstenaar Thierry Bontridder het kunstwerk Cohérences, dat de beweging van het heelal uitbeeldt. Gespannen kabels van roestvrij staal vormen spiralen in verschillende richtingen, wat tevens een verwijzing is naar de vele reisrichtingen van de metropassagiers. De buitenkant van station Delacroix is afgewerkt met een horizontaal patroon van licht- en donkergrijze stenen.

## Afbeeldingen

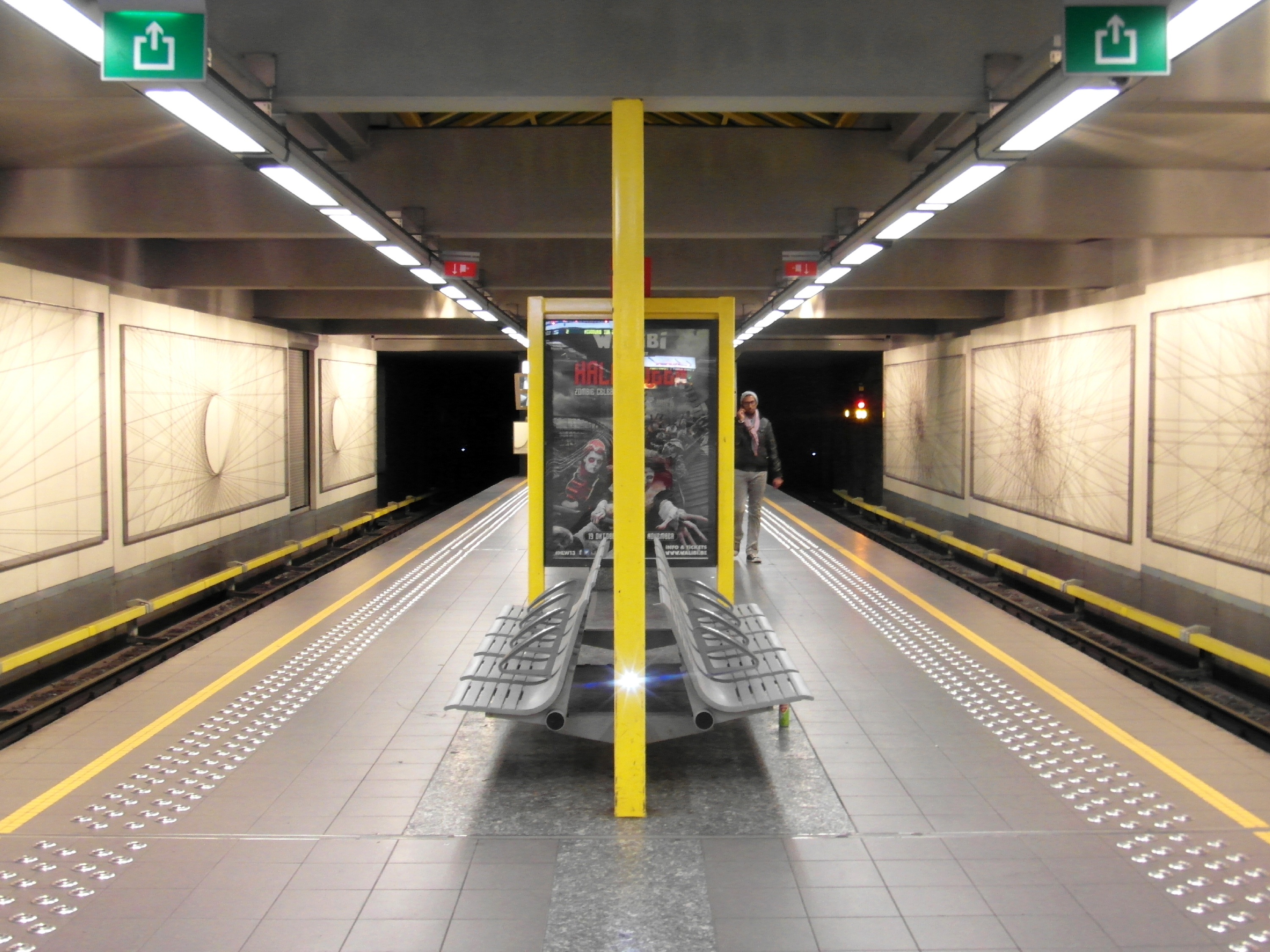
Eilandperron met kunst op de gevels.
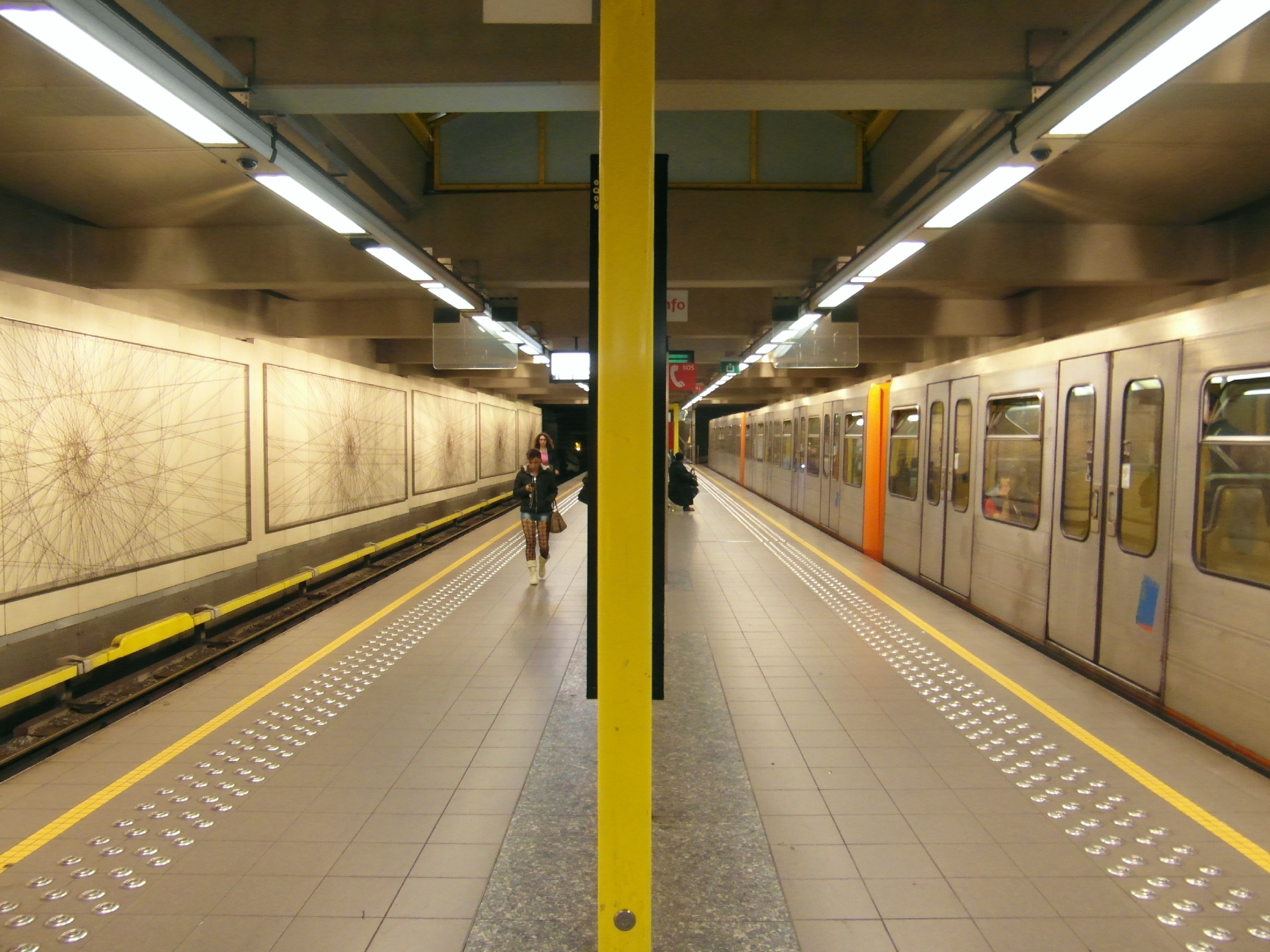
Eilandperron.
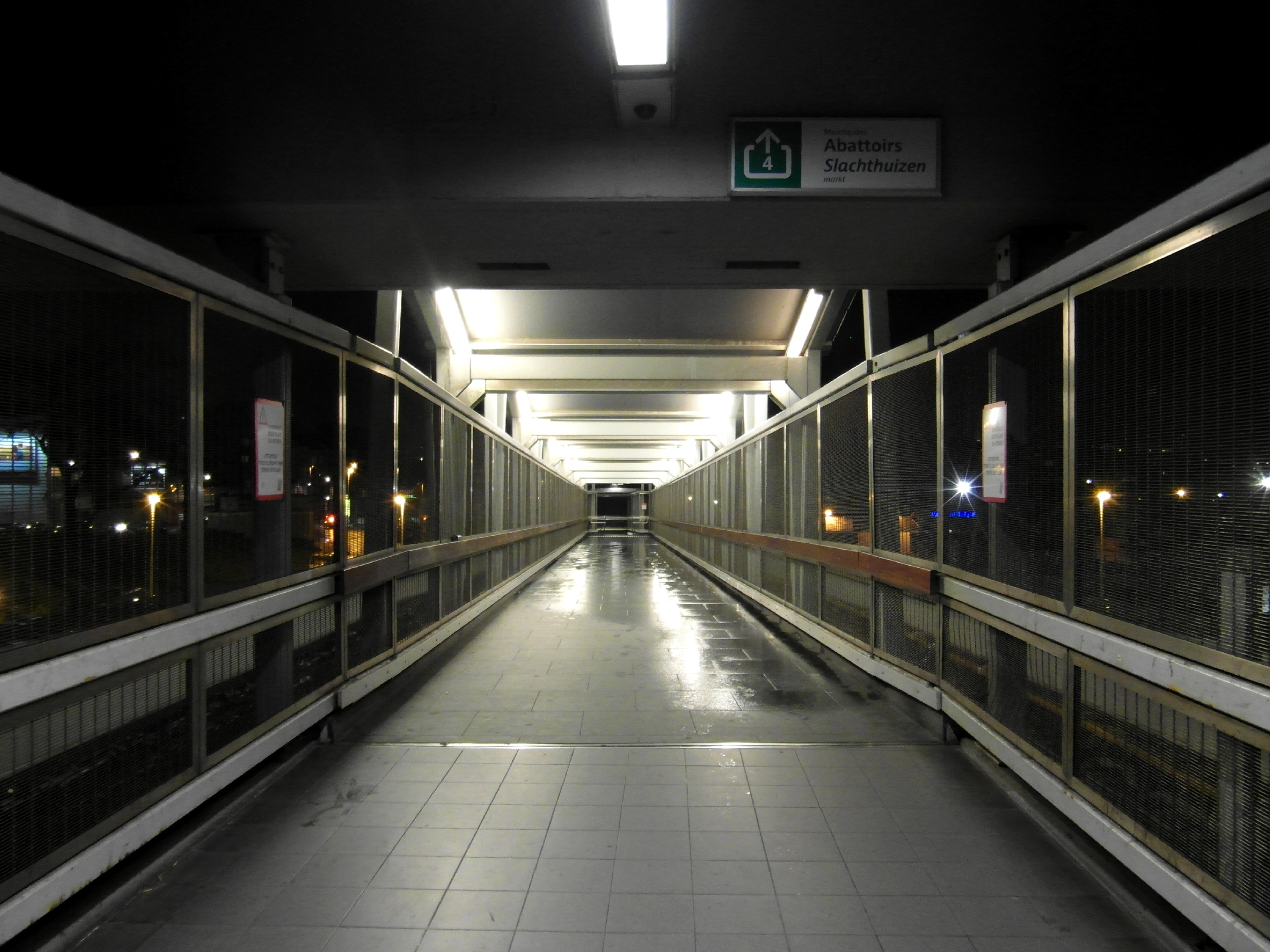
Voetgangersbrug over het kanaal.
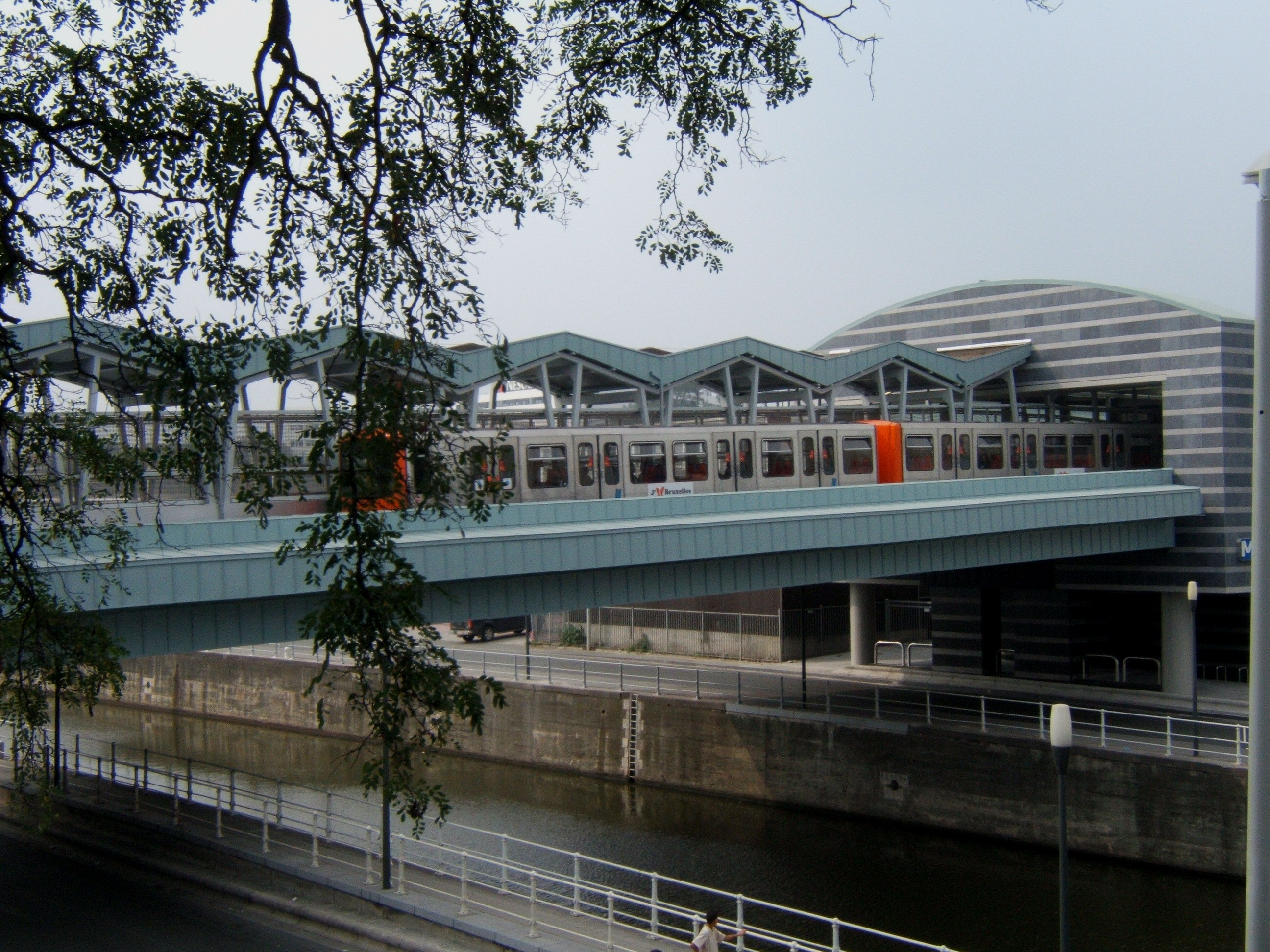
Brug over het kanaal.
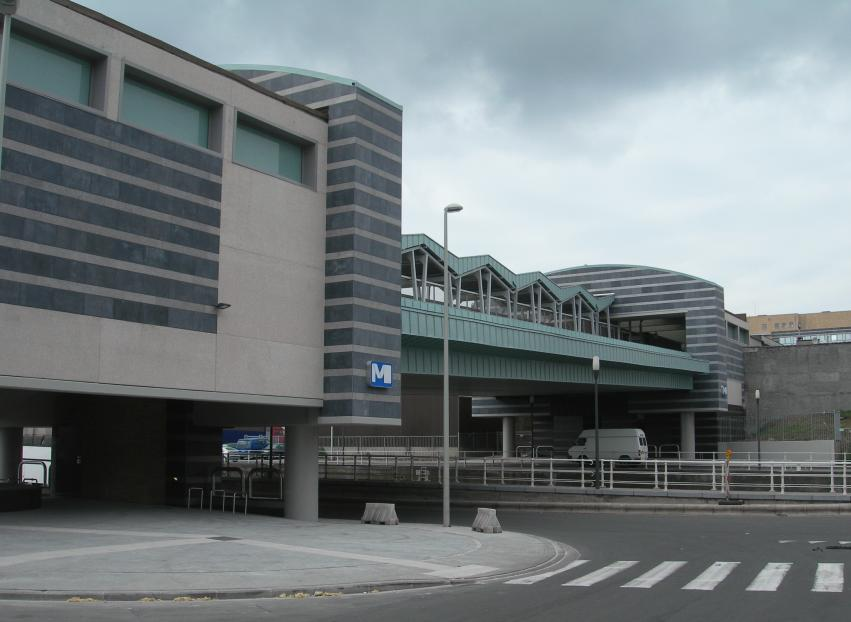
Ingang van het station